# The Girl (sång)
The Girl är en låt från 2012 skriven av Fredrik Kempe och Alexander Jonsson. 
Låten framfördes första gången i fjärde deltävlingen i Malmö under Melodifestivalen 2012 av Charlotte Perrelli. Där åkte låten ut ur tävlingen.
Fredrik Kempe presenterade idén till låten på Peter Jöbacks 40-årsfest 2011. Sångtexten är skriven för Charlotte, som säger att låten representerar vad hon är i dag (2012), i både sound och innehåll.